# Erencyrtus keatsi
Erencyrtus keatsi är en stekelart som först beskrevs av Girault 1939.  Erencyrtus keatsi ingår i släktet Erencyrtus och familjen sköldlussteklar. Inga underarter finns listade i Catalogue of Life.